# (1055) Tynka
(1055) Tynka es un asteroide perteneciente al cinturón de asteroides descubierto el 17 de noviembre de 1925 por Emil Buchar desde el observatorio de Argel-Bouzaréah, Argelia.

## Designación y nombre
Tynka fue designado inicialmente como 1925 WG.
Posteriormente, se nombró en honor de la madre del descubridor.

## Características orbitales
Tynka está situado a una distancia media de 2,199 ua del Sol, pudiendo alejarse hasta 2,656 ua. Tiene una inclinación orbital de 5,277° y una excentricidad de 0,2077. Emplea en completar una órbita alrededor del Sol 1191 días.
Tynka forma parte de la familia asteroidal de Flora.